# Credit One Charleston Open 2022
Il Credit One Charleston Open 2022 è stato un torneo femminile di tennis giocato sulla terra verde. È stata la 49ª edizione del Credit One Charleston Open, che fa parte della categoria WTA 500 nell'ambito del WTA Tour 2022. Il torneo si è giocato al Family Circle Tennis Center di Charleston, dal 2 al 10 aprile 2022.

## Partecipanti

### Teste di serie
| Nazionalità | Giocatrice           | Ranking* | Testa di serie |
| ----------- | -------------------- | -------- | -------------- |
|             | Aryna Sabalenka      | 5        | 1              |
| Spagna      | Paula Badosa         | 6        | 2              |
| Rep. Ceca   | Karolína Plíšková    | 8        | 3              |
| Tunisia     | Ons Jabeur           | 10       | 4              |
| Kazakistan  | Elena Rybakina       | 18       | 5              |
| Stati Uniti | Jessica Pegula       | 21       | 6              |
| Canada      | Leylah Fernandez     | 22       | 7              |
|             | Veronika Kudermetova | 23       | 8              |
| Stati Uniti | Madison Keys         | 26       | 9              |
| Svizzera    | Belinda Bencic       | 28       | 10             |
| Rep. Ceca   | Petra Kvitová        | 32       | 11             |
| Francia     | Alizé Cornet         | 36       | 12             |
| Stati Uniti | Sloane Stephens      | 38       | 13             |
| Australia   | Ajla Tomljanović     | 39       | 14             |
| Stati Uniti | Amanda Anisimova     | 41       | 15             |
| Cina        | Zhang Shuai          | 43       | 16             |

* Ranking al 21 marzo 2022.

### Altre partecipanti
Le seguenti giocatrici hanno ricevuto una wild card per il tabellone principale:
- Linda Fruhvirtová
- Caty McNally
- Emma Navarro
- Aryna Sabalenka

La seguente giocatrice è entrata in tabellone grazie al ranking protetto:
- Katarina Zavac'ka

Le seguenti giocatrici sono passate dalle qualificazioni:

- Robin Anderson
- Sophie Chang
- Francesca Di Lorenzo
- Ulrikke Eikeri
- Nadežda Kičenok
- Allie Kiick
- Gabriela Lee
- Sachia Vickery

Le seguenti giocatrici sono entrate in tabellone come lucky loser:
- Coco Vandeweghe
- Heather Watson

### Ritiri
Prima del torneo
- Danielle Collins → sostituita da  Alycia Parks
- Simona Halep → sostituita da  Anastasija Gasanova
- Veronika Kudermetova → sostituita da  Coco Vandeweghe
- Ann Li → sostituita da  Katarina Zavac'ka
- Tereza Martincová → sostituita da  Wang Xiyu
- Garbiñe Muguruza → sostituita da  Claire Liu
- Jeļena Ostapenko → sostituita da  Hailey Baptiste
- Nuria Párrizas Díaz → sostituita da  Wang Xinyu
- Andrea Petković → sostituita da  Arianne Hartono
- Arantxa Rus → sostituita da  Yuan Yue
- Mayar Sherif → sostituita da  Mariam Bolkvadze
- Elina Svitolina → sostituita da  Magdalena Fręch
- Iga Świątek → sostituita da  Heather Watson

Durante il torneo
- Petra Kvitová

## Partecipanti al doppio

### Teste di serie
| Nazione     | Giocatrice        | Nazione     | Giocatrice    | Ranking | Testa di serie |
| ----------- | ----------------- | ----------- | ------------- | ------- | -------------- |
| Stati Uniti | Caroline Dolehide | Cina        | Zhang Shuai   | 32      | 1              |
| Stati Uniti | Desirae Krawczyk  | Paesi Bassi | Demi Schuurs  | 37      | 2              |
| Slovenia    | Andreja Klepač    | Polonia     | Magda Linette | 58      | 3              |
| Rep. Ceca   | Lucie Hradecká    | India       | Sania Mirza   | 69      | 4              |

* Ranking al 21 marzo 2022.

### Altre partecipanti
La seguente coppia di giocatrici ha ricevuto una wild card per il tabellone principale:
- Francesca Di Lorenzo /  Katie Volynets

### Ritiri
Prima del torneo
- Ljudmyla Kičenok /  Jeļena Ostapenko → sostituite da  Ljudmyla Kičenok /  Anastasija Rodionova
- Darija Jurak Schreiber /  Andreja Klepač → sostituite da  Andreja Klepač /  Magda Linette
- Alexa Guarachi /  Nicole Melichar-Martinez → sostituite da  Anna Danilina /  Aljaksandra Sasnovič
- Magda Linette /  Bernarda Pera → sostituite da  Tereza Mihalíková /  Květa Peschke

## Punti
| Evento    | V   | F   | SF  | QF  | 3T | 2T   | 1T   | Q    | Q2   | Q1   |
| Singolare | 470 | 305 | 185 | 100 | 55 | 30   | 1    | 25   | 13   | 1    |
| Doppio    | 470 | 305 | 185 | 100 | 1  | N.D. | N.D. | N.D. | N.D. | N.D. |

## Montepremi
| Evento    | V | F | SF | QF | 3T | 2T   | 1T   | Q2   | Q1   |
| Singolare | $ | $ | $  | $  | $  | $    | $    | $    | $    |
| Doppio    | $ | $ | $  | $  | $  | N.D. | N.D. | N.D. | N.D. |

## Campionesse

### Singolare
Belinda Bencic ha sconfitto in finale  Ons Jabeur con il punteggio di 6-1, 5-7, 6-4.
- È il primo titolo stagionale per la Bencic, l'ottavo della carriera e il primo conqustato su terra.

### Doppio
Andreja Klepač /  Magda Linette hanno sconfitto in finale  Lucie Hradecká /  Sania Mirza con il punteggio di 6-2, 4-6, [10-7].